# Dichocoenia stellaris
Espèce
Statut CITES
Acanthastrea subechinata est une espèce de coraux appartenant à la famille des Meandrinidae. Selon WoRMS, cette espèce n'est pas valide et correspond à Dichocoenia stokesii Milne Edwards & Haime, 1848.